# Lavérune
Lavérune é uma comuna francesa na região administrativa de Occitânia, no departamento de Hérault. Estende-se por uma área de 7,18 km². Em 2010 a comuna tinha 3 335 habitantes (densidade: 464,5 hab./km²).